# Gellért Békés

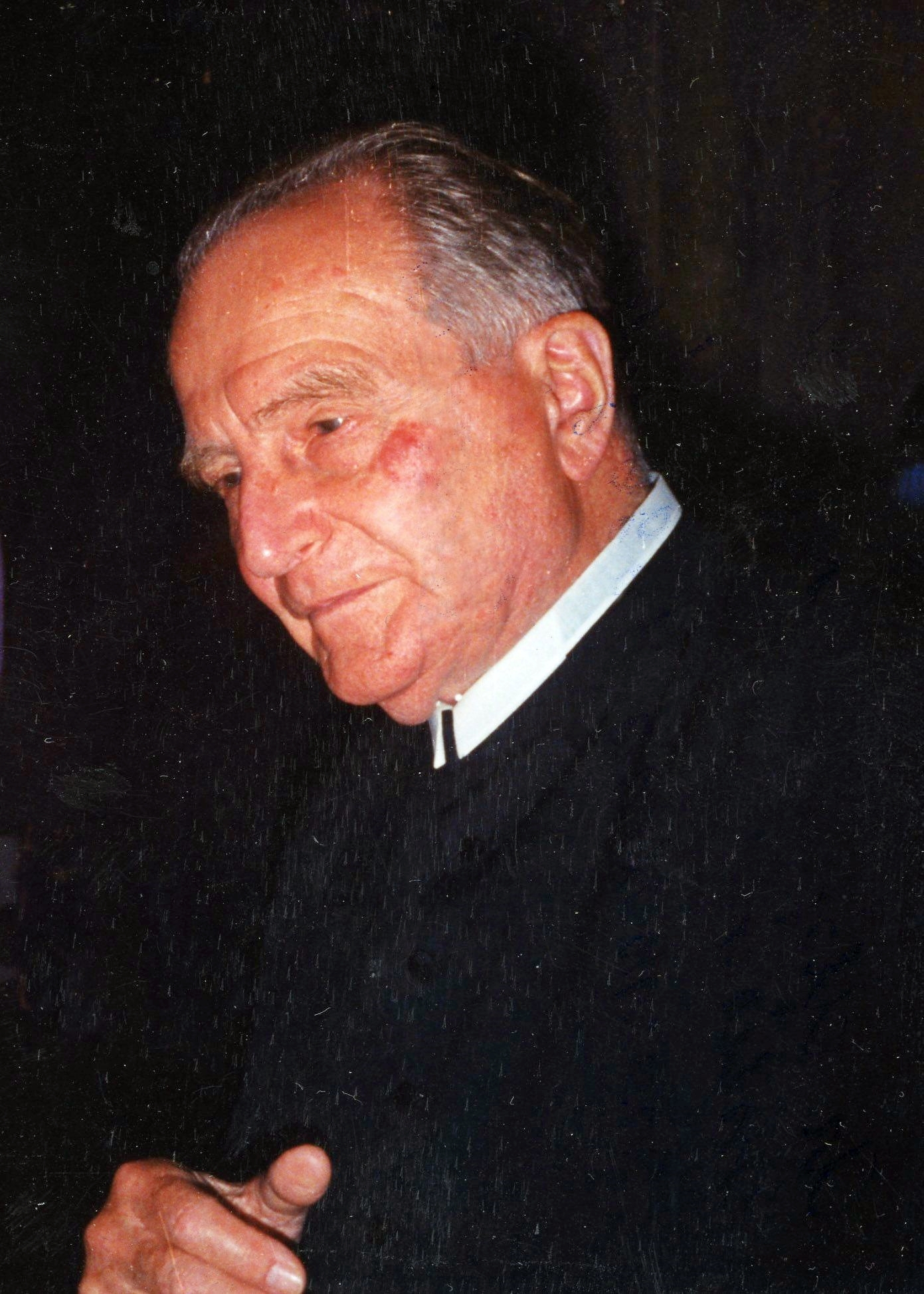
Pater Gellért Békés OSB

Gellért Békés OSB (* 3. Januar 1915 in Budapest; † 29. Juli 1999 in Sankt Lambrecht) war ein ungarischer Theologe.

## Leben
Er wurde in eine Kaufmannsfamilie in Józsefváros geboren. Er absolvierte sein Abitur an der Benediktiner-Sekundarschule St. Benedikt in Budapest. In der Zwischenzeit war er Pfadfinder und Herausgeber der benediktinischen Schulzeitung.
Am 6. August 1932 trat in den Benediktinerorden ein. Am 12. September 1938 legte ein feierliches Gelübde ab und wurde am 11. September 1938 zum Priester geweiht. 1940 promovierte er in Theologie und promovierte am Anselmianum. Von 1946 bis 1992 war er Professor an den Universitäten Anselmianum und Gregoriana.
Gellért Békés starb im Juli 1999 im Alter von 84 Jahren.

## Schriften (Auswahl)
- als Herausgeber mit Vilmos Vajta: Unitatis redintegratio 1964–1974. Eine Bilanz der Auswirkungen des Ökumenismus-Dekrets. Frankfurt am Main 1977, ISBN 3-7820-0373-X.
- als Herausgeber mit Harding Meyer: Den einen Glauben bekennen. „Confessio fidei“ – ein römisches Kolloquium. 3.–8. November 1980. Frankfurt am Main 1982, ISBN 3-7820-0476-0.
- Eucaristia e chiesa. Ricerca dell’unità nel dialogo ecumenico. Casale Monferrato 1985, OCLC 18676667.
- als Herausgeber: Mindszenty József a népbíróság előtt. Budapest 1989, ISBN 963-02-6858-2.